# Štefan Korošec
Štefan Korošec, slovenski politik, * 2. marec 1938, Trbovlje, † 2014.
Korošec je bil v letih 1957 do 1963 aktivni častnik pilot v JLA, ko je izstopil iz vojske in pričel študirati na Filozofski fakulteti v Ljubljani, kjer je 1968 diplomiral iz psihologije. Študij je nato nadaljeval v Zagrebu, kjer je 1972 opravil magisterij iz ekonomije. Nato se je zaposlil v gospodarstvu in istočasno opravljal visoke politične funkcije: 1977–78 je bil predsednik republiškega komiteja za tržišče in cene ter nato funkcionar v vodstvih ZKS in ZKJ, v letih 1988 do 1990 je bil sekretar predsedstva CK ZKJ. V letih 1990 do 1991 je bil jugoslovanski in nato prvi slovenski veleposlanik na Portugalskem.